# ماجراهای جدید تارزان
«ماجراهای جدید تارزان» (انگلیسی: The New Adventures of Tarzan) یک مجموعه فیلم ماجرایی دنباله‌دار ۱۲ قسمتی در سبک فانتزی به کارگردانی ادوارد آ. کال است که در سال ۱۹۳۵ منتشر شد.
این فیلم-سریال در گواتمالا تصویربرداری شد و نسبت به سایر فیلم‌های تارزان، وفادارِی بیشتری به داستانِ اصلی تارزان (اثرِ ادگار رایس باروز) دارد.
بروس بنت (هرمان بریکس)، خودش صحنه‌های خطرناکِ فیلم را بازی کرد و بدل‌کار نداشت؛ از جمله صحنه‌های جهش از شاخه‌های آویزان درختان جنگلی. در یک مورد که قرار بود پس از تاب خوردن و جهش از این شاحه به آن شاخه، در یک آبگیرِ جنگلی فرود بیاید، آن را رد کرد و با ۹۰ کیلوگرم وزن، به زمین افتاد و سال‌ها بعد، در مصاحبه‌ای با روزنامهٔ «مانیتور» اظهار داشت هنور آثار جراحت و زخم ناشی از آن سقوط را در بدن دارد. همچنین صحنه‌ای که او، شاخه‌های درختانی را که در آن‌ها گرفتار آمده، پاره کرده و خود را رها می‌کند، واقعی است.

## بازیگران
- بروس بنت (هرمان بریکس) در نقش «تارزان»
- یولا هولت
- اشتون دی‌یرهولت
- مریل مک‌کورمیک
- لوئیس سارجنت
- فرانک بیکر
- دیل والش
- هَری ارنست